# М16 (ЗСУ)
М16 (зенітна самохідна установка) (англ. M16 Multiple Gun Motor Carriage) — зенітна самохідна установка США часів Другої світової війни, створена на базі шасі напівгусеничного бронетранспортера М3. M16 мала чотири 12,7-мм великокаліберні кулемети M2 Browning, об'єднаних в установці M45 Quadmount. Машина вироблялася компанією White Motor Company в період з 1942 до 1944 року. Перебувала на озброєнні механізованих частин армії США одночасно із ЗСУ М15 і діяла на Середземноморському, Європейському, Тихоокеанському театрах війни. В післявоєнний час активно застосовувалася в часи Корейської війни.
M16 надійшли на озброєння механізованих частин американської армії на початку 1944 року і незабаром стали найчисленнішим типом засобом ППО США у Другій світовій війні. В 1944 році була випущена модифікація M17, усі 1000 випущених екземплярів були за програмою ленд-лізу передані СРСР, де вони стали основним засобом самохідного ППО танкових і механізованих частин Червоної армії. У післявоєнний період M16 використовувалися військами США в Корейській війні і перебували до 1958 року на озброєнні.